# Michele Gazzoli
Michele Gazzoli (* 4. März 1999 in Ospitaletto) ist ein italienischer Radrennfahrer.

## Sportlicher Werdegang
Als Junior gewann Gazzoli in seinem ersten Jahr eine Etappe beim Giro di Basilicata. Im zweiten Jahr gewann er den Grand Prix Général Patton und belegte bei der Flandern-Rundfahrt im Junioren-Rennen den zweiten Platz. Seine größten Erfolge waren der Gewinn des Straßenrennens bei den UEC-Straßen-Europameisterschaften 2017 sowie die Bronzemedaille bei den UCI-Straßen-Weltmeisterschaften 2017. Zudem gewann er bei den UEC-Bahn-Europameisterschaften der Junioren/U23 2017 den Titel im Ausscheidungsfahren und die Bronzemedaille im Scratch. Aufgrund seiner Ergebnisse wurde er 2017 durch das italienische Radsport-Magazin TuttoCici zum Junior des Jahres gekürt.
Mit dem Wechsel in die U23 wurde Gazzoli 2018 Mitglied im UCI Continental Team Kometa. An seine Erfolge als Junior konnte er zunächst nicht anknüpfen, so dass er ohne zählbare Erfolge blieb. Zur Saison 2020 wechselte er zum Team Colpack Ballan, für das er 2021 mit dem Gewinn des Gran Premio della Liberazione seinen ersten Erfolg auf der UCI Europe Tour erzielte.
Zur Saison 2022 erhielt Gazzoli einen Vertrag beim UCI ProTeam Astana Qazaqstan. Im August 2022 wurde er durch die UCI für ein Jahr gesperrt, nachdem er bei der Algarve-Rundfahrt 2022 positiv auf Tuaminoheptan getestet wurde. Daraufhin wurde er von seinem Team mit sofortiger Wirkung suspendiert. Nach Ablauf seiner Sperre gab ihm sein ehemaliges Team eine neue Chance und nahm ihn zunächst im Development Team auf. Bei seinem ersten Renneinsatz startete er für das WorldTeam bei der Tour of Norway und erzielte mit dem Gewinn der zweiten Etappe seinen ersten Sieg als Radprofi. Im Anschluss gewann er für das Development Team zwei Etappen der Bulgarien-Rundfahrt. Seit der Saison 2024 ist er wieder Mitglied im WorldTeam von Astana. Gazzoli musste bereits während der schweren Auftaktetappe der Tour de France 2024, die am 29. Juni 2024 von Florenz nach Rimini führte, aufgeben.

## Ehrungen
- Oscar TuttoBici – Junior des Jahres 2017[7]

## Erfolge

### Bahn
2017
- Europameister – Ausscheidungsfahren (Junioren)
- Europameisterschaften – Scratch (Junioren)

### Straße
2016
- eine Etappe Giro di Basilicata

2017
- Gesamtwertung, eine Etappe und Punktewertung Grand Prix Général Patton
- Europameister – Straßenrennen (Junioren)
- Weltmeisterschaften – Straßenrennen (Junioren)

2021
- Gran Premio della Liberazione

2023
- eine Etappe Arctic Race of Norway
- zwei Etappen Bulgarien-Rundfahrt

## Grand Tour-Platzierungen
| Grand Tour            | 2024 |
| --------------------- | ---- |
| Giro d’ItaliaGiro     | –    |
| Tour de FranceTour    | DNF  |
| Vuelta a EspañaVuelta | –    |